# 樟木头镇
樟木头镇，是中国广东省东莞市下辖的一个镇，位于廣州、深圳和惠州之间，西臨珠江口。樟木头镇主要有观音山森林公园、滨河公园和冠和博物馆等旅游景点，曾经荣获“国家卫生镇”、“广东省中心城镇”、“广东省旅游特色镇”、“中国百强镇”、“中国民间艺术麒麟之乡”、“塑胶重镇”等荣誉称谓，更是世界上最大的加工业基地之一。全镇下辖9个社区，鎮人民政府駐銀河北路1號。

## 镇名起源
樟木头镇在明朝以前，称为“泰安”。到清朝时期，这里四周举目皆是樟树林，相传当时有一位官员出巡，路过此地，因感疲累，于是坐在林中一块木头稍稍歇息，随即闻到幽幽清香，顿觉心旷神怡，便问随员此木之名，随员禀告：「此为樟木，而大人坐的木塊是树头，为樟木头。」此官一时興之所至，乃将“泰安”易名“樟木头”镇，沿用迄今。

## 文化
樟木头镇有观音山森林公园、滨河公园和冠和博物馆等旅游景点。客家麒麟舞艺术有近500年的悠久历史，是“中国民间艺术麒麟之乡”，當地稱「客家逢盛世，麒麟舞吉祥」，2001年樟木头镇被广东省命名为“麒麟艺术之乡”。先后获得“国家卫生镇”、“广东省中心城镇”、“中国百强镇”、“塑胶重镇”、“广东省旅游特色镇”等荣誉称谓。樟木头镇的工业以电子、五金、机械、化工、玩具、鞋类等行业为主。1997年香港主權移交以後，許多香港人在假日會造訪此地遊玩，故有「小香港」之稱，高峰期有15萬港人居住於此。亦有地產公司抓住商機在樟木頭蓋房子，再在香港賣廣告吸引港人購買，而會在樟木頭買房子的香港人虽然不是祖籍樟木头，但有不少是祖籍东莞，買房子作退休或供親友居住之用，不过隨著東莞製造業沒落，加上人民幣不斷升值，港人在樟木頭買樓意慾大減，在當地生活的港人也減至5萬左右，新開售樓盤港人客源減至一成左右。

## 人口
根據東莞市第七次全国人口普查公報顯示，截至2020年11月1日零時，樟木頭鎮常住人口173875人。

## 行政区划
樟木头镇下辖以下地区：
圩镇社区、樟罗社区、百果洞社区、樟洋社区、石新社区、柏地社区、官仓社区、裕丰社区、金河社区、樟新社区和樟木头生活区。

## 交通

### 鐵路
- 廣深鐵路

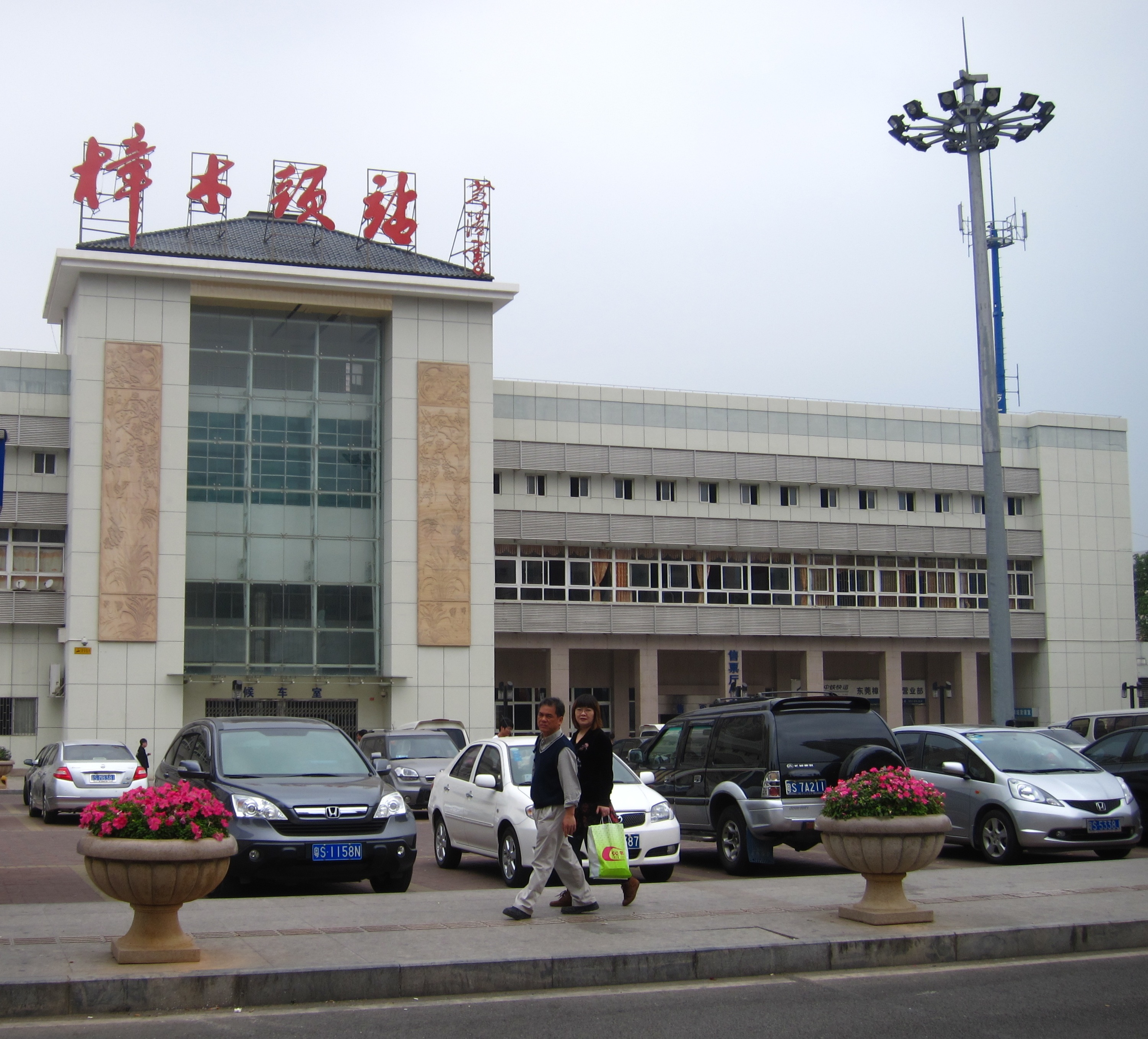
樟木头站

清朝宣统三年（1911年），樟木头站随九广铁路（华段）建成通车同时启用。当时的樟木头站是九广铁路的大站之一，也是东莞的主要旅客、货物中转站。1949年中华人民共和国成立以后，樟木头又兴建两条专用线，一条是由樟木头站至白果洞采石场，另一条为军用线。至1985年，樟木头站点年客运量已达41万人次，年货运量达60多万吨。1988年樟木头站增建一条货场线。1995年，樟木头站扩建，新建的客运大楼于1996年9月投入使用。2008年10月18日，开始对站前广场进行大改造，2009年1月1日，新廣場正式投入使用。来往广州和深圳的广深城际列车「和谐号」动车组的大部分班次均会停靠樟木头站，现时日均办理旅客列车约130列。
- 京九铁路

1996年9月1日，京九铁路全线比原计划提前四个月，并赶在香港主权移交予中国前开通运营，当天上午9时13分，首列由北京西站开往深圳站的105次（今K105次）旅客列车经停樟木头站后直接开往深圳站。樟木头站的京九长途列车业务于1998年东莞东站建成后暂停至今。
- 广惠城际铁路（2016年开通）

广惠城际铁路自广州地铁5号线鱼珠站起，利用穗深城际轨道至洪梅站，正线全长98公里，其中东莞市境内长70公里，惠州市境内长28公里。2016年建成。 广惠城际铁路在东莞市经过洪梅、道滘、南城、东城、寮步、大朗、常平、樟木头、谢岗等镇（区），随后从沥林、陈江、惠环、规划中的汽车客运南站、西湖站，经过惠州市政府到达惠州火车北站小金口。考虑到不同地形，广惠城际铁路分别采用高架桥形式和地下岛形式建设。

### 道路
樟木头的道路全長約94公里。並按道路大小來命名，樟木头道路以“大道”、“路”以及“街”作為後綴。“XX一路”，“XX二路”這種道路很普遍。連接兩地的道路，有時會取兩地地名進行命名，例如莞（城）樟（木头）路。
省道莞惠、东深公路在此交汇，惠常、莞从高速从辖区内经过，常虎、龙林、莞深高速均惠及樟木头

### 的士
| 东莞的士     | 行駛範圍   | 起步價格 | 起步里程 | 超出起步里程後價 | 等候收費 | 夜間起步價（23時—6時） |
| ------------ | ---------- | -------- | -------- | ---------------- | -------- | ---------------------- |
| 市区绿色的士 | 东莞全境   | 7.0元    | 3.0公里  | 0.6元/250米      | 0.8元/分 | 7.0元                  |
| 镇区黃色的士 | 樟木头镇區 | 6.0元    | 3.0公里  | 0.6元/250米      | 0.8元/分 | 6.0元                  |
| 镇区綠色的士 | 东莞全境   | 7.0元    | 3.0公里  | 0.6元/250米      | 0.8元/分 | 7.0元                  |

### 巴士
镇内有长途、短途两个汽车站，是公路客运的中转站   

## 教育

### 常规教育
樟木头教育历史悠久，养贤学校属晚清时期建筑，中西合璧式建筑，坐北朝南，建筑总长16.6米，宽13米，后附建一座碉楼，名养贤碉楼。碉楼长6.5米、宽5米，高六层17.5米。现有樟木头中学、樟木头中心小学、樟木头实验小学   

### 爱国教育
全国首个镇级将军馆，“将军馆”分为前言、将军简介、双拥共建、将军题词、著作和后记五大部分。该馆集中展出了四十五名将军的简历、英雄事迹、各种军功章、将军作品和各种纪念物品，以及祝愿樟木头政治、经济、社会、文化发展的亲笔题词等珍贵资料。   

## 名胜古迹
官仓客家建筑群、赤山客家建筑群和古坑客家建筑群，是具有典型客家建筑风格的民居。
龙山古庙和凤山古庙，则是具有神秘宗教色彩的古建筑，其中位于凤山的凤山古庙还是500年前由原居民所建，历史悠久。
圩镇商业中心旧址，是东莞近现代政治商贸中心旧址。
仁孝亭碑刻和烈士桥是具有特殊教育意义的石刻。
樟木头石马养贤学校曾是民国东莞县政府旧址。1943年抗日战争时期，国民党东莞县党部和县政府隐蔽于樟木头，县党部设在石马圩承平社，县政府设在石马养贤学校。养贤学校属晚清时期建筑，中西合璧式建筑，坐北朝南，建筑总长16.6米，宽13米，后附建一座碉楼，名养贤碉楼。碉楼长6.5米、宽5米，高六层17.5米。第二次国共内战时，这座碉楼是国民党东莞县政府的最后一个堡垒。

## 发展定位
- 制造业孵化基地：走“以旅游促环境优化，以环境带百业兴旺”的经济之路，到2011年成为引领行业标准、培育科技创新的先进制造业孵化基地；
- 度假休闲旅游基地：东莞及周边地区生态农林业与度假休闲结合产生强大带动力和吸引力的旅游基地；
- 区域商业中心：引领时尚消费潮流、主导十大专业市场的商业区域中心；
- 统筹城乡综合配套改革现代文化城镇：基本实现统筹城乡综合配套改革，基本建成东莞东南部和山区片最有吸引力的现代新型生态文化城镇。

## 特色产业

### 文化旅游业
塑造四大文化，促进旅游发展。镇内有观音山森林公园、宝山森林公园、冠和博物馆、客家祠堂、三家巷等景点。樟木头镇深入推进一系列感恩文化；以“工商并重、文旅并举、产城融合”为发展理念，以“培育十亿产值企业、吸引百万游客、打造千亿塑胶产业”为目标；科学推动观音信仰、慈善、健康节等观音文化；倡导保护、改善生态环境的生态文化。

### 制造业
发展先进制造业，打造工业强镇。扶持发展“产学研”一体的科技进步企业，规划和支持企业孵化基地建设，完善产业链,推动产业集群发展。未来的樟木头将成为精尖、环保、节能、循环利用等先进产业发展的硅谷。

### 十大专业市场
打造一圈四网，保障商贸物流发展。以塑胶大市场为龙头，做强做大塑胶、电子、鞋业皮具、粮油、汽车、小商品、重油、农批、水果、建材等十大专业市场，以主干道和新干道的无缝对接构筑城内畅通网络，依托铁路、轻轨、高速公路和两大主道构建大物流网络。打造东莞东南部最具吸引力的现代商业物流城镇。

## 投资环境
- 七大环境：樟木头镇全力营造廉洁高效的政务环境、民主公正的法制环境、健康向上的人文环境、公平诚信的市场环境、安全稳定的社会环境、舒适便利的生活环境、可持续发展的生态环境等“七大环境”。
- 感恩商家，帮扶企业：在全国率先提出“感恩商家，帮扶企业”活动，为企业解决用地指标、消防及土地办证、投资配套、工程立项、人才入户、科技项目申报等困难；并为企业提供融资贷款方案，争取银行授信额度贷款等等，使一些资金链断裂、濒临倒闭的企业及时得到帮助。政府雪中送炭的行为，创造了政企互相感恩、携手共渡难关前所未有的和谐局面。